# Руска църква (Букурещ)
Вижте пояснителната страница за други значения на Руска църква.
Църквата „Св. Николай Чудотворец“ (на румънски: Biserica „Sfântul Nicolae“; на руски: Церковь „Святого Николая Чудотворца“) e православна църква в Букурещ. В началото на 20 век е построена и използвана от руската общност в румънската столица, поради което църквата е известна и до днес сред гражданите на Букурещ като Руската църква (на румънски: Biserica Rusă). Храмът е зачислен към Букурещкия университет и служи като място за молитва на студентите от университета, подари което е позната още и като Университетската църква (на румънски: Biserica studenţilor).

## История
Идеята за построяването на храма в румънската столица е била на руския посланик Михаил Гирс. Строителството на храма е започнато през 1905 година и е струвало 600 000 златни рубли. Необходимите средства за градежа са дадени от император Николай II, поради което църквата е наречена на Св. Николай. Проектът е дело на В. Преображенски. Църквата е осветена на 8 декември 1909 година. По време на Първата световна война, малко преди окупацията на Букурещ от войските на Централните сили (6 декември 1916), църквата е затворена. Цялата ценна църковна утвар е превозена първоначално в Яш, а след това в Петроград.
След края на войната руската общност ремонтира църквата. Богослуженията са възобновени през 1921 година. През 1934 съветските власти предават православния храм на студентите и преподавателския състав на Букурещкия университет под юрисдикцията на Румънската православна църква. На 5 май 1947 година църквата е върната на Руската православна църква, която ремонтира храма през 1948 година. През 1957 година Руската църква отново е предадена под юрисдикцията на Румънската православна църква, а храмът отново е снова ремонтиран и осветен през 1967 година. През 1992 отново е университетски параклис към Букурещкия университет. В резултат на земетресението през 1977 на камбанарията на храма се образува голяма пукнатина. Сградата е укрепена и ремонтирана едва през 2000 година.

## Архитектура
Каменната църква е построена в псевдоруски стил. Храмът има седем купола, които първоначално са били покрити със злато. Църквата има квадратна форма. Дължината на храма е 19,6 метра, ширина — 18,4 метра, и се издига на височина от 19 метра. Декорираният вход на храма се намира в северозападния ъгъл. В храма е поставен резбован позлатен иконостас, по подобие на този в църквата „Дванадесетте апостоли“ в Московския кремъл. Иконите по олтара са изрисувани от Виктор Васнецов. Интериорът на Руската църква е изографисан във византийски и атонски стил.